# Гёльшани, Мохьи
Мохьи Гёльшани (1528, Эдирне — после 1606, Каир) — исламский суфий, литератор, создатель искусственного языка балейбелен.

## Биография
Родился в 935 году хиджры (1528—1529) в Эдирне на территории современной Турции в семье, происходившей из Шираза. В 935 году хиджры (1546) переехал в Стамбул, а в 959 (1552) — в Каир. В Каире, где к тому моменту уже находился на государственной службе его брат, стал помощником судьи. Также стал учеником Ахмада Каяли — сына основателя суфийского ордена шейха Эбрахима Гёльшани, на дочери которого женился. Знал не менее трёх языков (арабский, персидский и турецкий), занимался мусульманским правом, литературой и переводами. Известен как создатель старейшего из известных полноценного искусственного языка балейбелен, предположительно служившего для шифровки суфийских текстов от непосвящённых. Умер в Каире по одним данным в 1014 году хиджры (1605—1606), по другим — не ранее 1015 (1605—1606).

## Сочинения
Сам Гёльшани утверждал, что является автором ста сочинений, до наших дней дошли 43, из которых 34 написаны на турецком языке, бо́льшая часть остальных — на персидском. Тематика написанного Гёльшани весьма разнообразна — это и религиозные тексты, написанные как с точки зрения традиционного ислама, так и с точки зрения суфизма, и стихотворные произведения, а также грамматика и словарь придуманного им искусственного языка балейбелен.